# ラスール・ハデム
ラスール・ハデム・アズガディ (ペルシア語:  رسول خادم ازغدی、ラテン表記:Rasoul Khadem、1972年2月17日 - ) は、イランのレスリング選手。アトランタオリンピックレスリングフリースタイル90キロ級の金メダリスト。世界選手権2度優勝。マシュハド出身。テヘラン市議会の委員。アミル・レザ・ハデムの弟である

## 実績
- オリンピック
  - 1996年 アトランタ　金メダル
  - 1992年 バルセロナ　銅メダル
- 世界選手権
  - 優勝　1994年
  - 優勝　1995年
  - 2位　1998年
- アジア競技大会
  - 優勝　1994年
  - 2位　1990年
- アジア選手権
  - 優勝　1991年
  - 優勝　1992年
  - 優勝　1993年
  - 優勝　1995年
  - 優勝　1996年